# Əbülfət Əliyev
Əbülfət Əsəd oğlu Əliyev (Abulfat Aliyev; Абульфат Алиев; * 30. Dezember 1930 in Şuşa; † 27. Dezember 1990 in Baku) war ein aserbaidschanischer Mugham- und Opernsänger.
Əliyev erlebte in früher Kindheit in seiner Heimatstadt Musiker wie Seyid, Xan und Musa Şuşinski. Sein Vater starb, als er sieben Jahre alt war, und die Familie zog in den Rayon Füzuli und später nach Ağdam, wo er die Stadtschule Nr. 1 besuchte. Er trat in einen Musikclub ein und fiel bei Schulveranstaltungen durch seine angenehme Stimme auf.
Neunzehnjährig hatte er seinen ersten Rundfunkauftritt in Baku und 1945 wurde er Solist der Aserbaidschanischen Staatsphilharmonie. Sein Repertoire umfasste mehrere hundert Kunst- und Volkslieder, außerdem war er ab 1957 am Opern- und Balletttheater von Baku als Opernsänger aktiv. Großen Erfolg hatte er in der Titelrolle der Oper Leyli va Madschnun des aserbaidschanischen Komponisten Üzeyir Hacıbəyov.
Əliyev trat auch international – u. a. im Iran, in Ägypten, Indien und Deutschland – auf. 1971 nahm er am Weltmusikkongress in Moskau teil. Er erhielt einen Preis der UNESCO und wurde als Volkskünstler und Verdienter Künstler der Aserbaidschanischen SSR ausgezeichnet. 1990 starb er an Magenkrebs.